# Čížek
Čížek (Spinus) je rod ptáků z čeledi pěnkavovitých z podčeledi Carduelinae. Tento rod zahrnuje především ptáky z Jižní a Severní Ameriky, pouze dva druhy se vyskytují v palearktu. Jediným druhem čížka, který obývá i území Česka, je čížek lesní (Spinus spinus).

## Systematika
Rodový název Spinus ustanovil německý přírodovědec Carl Ludwig Koch v roce 1816 na základě druhového jména Fringilla spinus, které použil Carl Linné v roce 1758 pro čížka lesního. Název rodu Spinus pochází ze starořeckého σπίνος (spínos), což je název pro dnes již neznámý ptačí druh.
Čížci byli původně řazeni do rodu Carduelis, k jejich přeřazení došlo na základě fylogenetických studií mitochondriální a nukleární DNA. Rod Spinus zahrnuje i zvonohlíka tibetského (Spinus thibetanus), který byl původně řazen ke zvonohlíkům do rodu Serinus.
Z dvaceti druhů rodu je 18 druhů rozšířeno po americkém kontinentu. Pouze čížek lesní se vyskytuje v Eurasii a zvonohlík tibetský v Asii. Seznam druhů rodu Spinus je následující:
| Český název                                               | Vědecký název                                           | Obrázek                               | Mapa rozšíření                        |
| Druhy s českým rodovým názvem „čížek“                     | Druhy s českým rodovým názvem „čížek“                   | Druhy s českým rodovým názvem „čížek“ | Druhy s českým rodovým názvem „čížek“ |
| --------------------------------------------------------- | ------------------------------------------------------- | ------------------------------------- | ------------------------------------- |
| čížek andský                                              | Spinus spinescens (Bonaparte, 1850)                     |                                       |                                       |
| čížek černohlavý (syn. čížek citronový, čížek černohrdlý) | Spinus notatus (Du Bus de Gisignies, 1847)              |                                       |                                       |
| čížek černotemenný (syn. čížek zelenavý)                  | Spinus atriceps (Salvin, 1863)                          |                                       |                                       |
| čížek černožlutý (syn. čížek žlutobřichý)                 | Spinus xanthogastrus (Du Bus de Gisignies, 1855)        |                                       |                                       |
| čížek černý                                               | Spinus atratus (d'Orbigny & Lafresnaye, 1837)           |                                       |                                       |
| čížek ekvádorský                                          | Spinus siemiradzkii (von Berlepsch & Taczanowski, 1884) |                                       |                                       |
| čížek haitský (syn. čížek hispaniolský)                   | Spinus dominicensis (H. Bryant, 1867)                   |                                       |                                       |
| čížek horský (syn. čížek Berlepschův)                     | Spinus olivaceus Berlepsch & Stolzmann, 1894            |                                       |                                       |
| čížek jihoamerický                                        | Spinus magellanicus (Vieillot, 1805)                    |                                       |                                       |
| čížek kalifornský (syn. čížek šedočerný                   | Spinus lawrencei (Cassin, 1850)                         |                                       |                                       |
| čížek lesní (syn. čížek obecný)                           | Spinus spinus (Linnaeus, 1758)                          |                                       |                                       |
| čížek mexický (syn. čížek menší)                          | Spinus psaltria (Say, 1822)                             |                                       |                                       |
| čížek ohnivý                                              | Spinus cucullatus (Swainson, 1820)                      |                                       |                                       |
| čížek severoamerický                                      | Spinus pinus (A. Wilson, 1810)                          |                                       |                                       |
| čížek tlustozobý                                          | Spinus crassirostris (Landbeck, 1877)                   |                                       |                                       |
| čížek vousatý (syn. čížek bradatý)                        | Spinus barbatus (Molina, 1782)                          |                                       |                                       |
| čížek západní                                             | Spinus uropygialis (P. L. Sclater, 1862)                |                                       |                                       |
| čížek žlutolící (syn. čížek Yarrellův)                    | Spinus yarrellii (Audubon, 1839)                        |                                       |                                       |
| čížek žlutý (syn. stehlík americký)                       | Spinus tristis (Linnaeus, 1758)                         |                                       |                                       |
| Druh s českým rodovým názvem „zvonohlík“                  |                                                         |                                       |                                       |
| zvonohlík tibetský                                        | Spinus thibetanus (Hume, 1872)                          |                                       | Bhútán, Čína, Indie, Myanmar a Nepál  |

### Homonymum
„Čížek citrónový“ je již nepoužívané synonymum pro zvonohlíka citronového (Carduelis citrinella).

## Odvozené názvy
- Čížkovice
- Čížkov
- Čížov
- Čížová